# René Poitevin
René Adrien Poitevin, né à Morthemer le 21 mars 1911 et mort à Villeneuve-lès-Maguelone le 31 janvier 1972, est un militaire, un des chefs de la résistance intérieure et plus tard colonel de CRS.

## Entre-deux guerres
Engagé volontaire dans l’armée en 1930, il sert au 56e régiment d'artillerie puis au 156e régiment d'artillerie portée. En 1939, il est maréchal des logis chef.
René Poitevin s’est marié avant-guerre à Jeanne Maraval (1914-2009), une jeune fille du pays de Villeneuve-lès-Maguelone, dans l'Hérault.

## Seconde Guerre mondiale
Il fait la campagne de France dans la ligne Maginot. Il est fait prisonnier le 23 juin 1940. Ayant fait quatre tentatives d’évasion, il est transféré au camp de Rawa Ruska à la frontière ukrainienne, d’où il s’évade en août 1942. Arrivé en France, il organise des filières de transfert de prisonniers de guerre évadés depuis l’Est de la France et vers le sud. Il remplace Pierre Degon, arrêté, à la tête de la région R3 du mouvement Franc-Tireur, et le fait évader.
Employé par l’administration au contrôle routier, il a connaissance des mouvements de l’armée allemande et fait parvenir ces informations aux réseaux de résistance. Il devient chef des groupes francs et du service faux-papiers des MUR de la région R3, participant ainsi à de nombreuses actions clandestines.
Après avoir été arrêté par la Milice le 10 janvier 1944, il est torturé à la Villa des Rosiers à Montpellier par l’équipe de Pierre Marty mais il ne parle pas. Il est transféré au camp de Compiègne, puis à la prison du Cherche-Midi, et enfin à Fresnes où il apprend sa condamnation à mort. Transféré en train à Montpellier pour y être exécuté, il saute du train tout menotté à Bourg-lès-Valence, et est blessé aux jambes par les tirs de ses gardiens. Recueilli par un braconnier, il est soigné, et intègre les maquis de l'Ardèche où il combat dans les rangs des FFI, et participe à la libération de Tournon le 19 août.
Le 13 septembre 1944, il préside une cour martiale à Montpellier.

## Après-guerre
Nommé inspecteur régional des Bataillons de sécurité (qui deviennent ensuite les CRS), il y fait carrière jusqu’à la fin de sa vie professionnelle, avec le grade de colonel. Il est président de l’Unadif-FNDIR de la Côte-d’Or, puis de l’Hérault et témoigne au procès de Pierre Marty en 1948. Enfin, il adopte les enfants orphelins de Laurent Duviols, son adjoint, mort en déportation.
Il se retire à Villeneuve en 1961, il y est élu maire de 1965 jusqu'à son décès survenu au cours de son second mandat le 31 janvier 1972.
À Montpellier, une caserne de la Police nationale porte son nom ainsi qu'un boulevard de la ville.
Il est inhumé au cimetière communal de Villeneuve-lès-Maguelone.

## Décorations
- Commandeur de la Légion d'honneur par décret du 30 avril 1964
- Compagnon de la Libération par décret du 17 novembre 1945
- Croix de guerre 1939–1945 (4 citations)
- Médaille de la Résistance française avec rosette par décret du 24 avril 1946[7]
- Médaille des évadés
- Croix du combattant volontaire de la guerre de 1939–1945
- Croix du combattant volontaire de la Résistance
- Croix du combattant
- Insigne des blessés militaires
- Chevalier de l'ordre du Mérite social
- Médaille de la déportation pour faits de Résistance
- Médaille d'honneur de la Police nationale
- Médaille de la Résistance polonaise en France

### Fonds d'archives
- Fonds René Poitevin (1911-1972), compagnon de la Libération (1911-2008) (1911-2008) [0,5 ml].  Cote : 189 J. Montpellier : Archives départementales de l'Hérault (présentation en ligne).